# Graben

Sota la superfície dels Grans Llacs d'Àfrica subjau una enorme fossa tectònica

Un graben, fossa tectònica o depressió tectònica és una llarga depressió limitada a banda i banda per falles paral·leles aixecades (horst) entre les quals el terreny s'ha enfonsat per efecte de forces internes. És propi de règims tectònics descompressius.
Als Països Catalans la depressió del Vallès-Penedès és un graben limitat pels horst de la Serralada Prelitoral Catalana i la Serralada Litoral Catalana producte de la descompressió tectònica dels Catalànids.
Tot i que constitueixen de vegades la vall per on transcorre un riu (com la Plana del Rin entre Basilea i Magúncia), les fosses tectòniques res deuen als agents exteriors de l'erosió. Les falles esglaonades marquen els límits laterals de l'enfonsament del terreny. Aquest pot prolongar-se durant centenars i fins i tot milers de quilòmetres, com a la fossa arabo-africana ocupada pels Grans Llacs d'Àfrica, de Moçambic al Tauri (Turquia. La part de l'Àfrica que queda a l'Est d'aquesta fractura està en vies de separar-se del continent i aquesta separació és la que produeix l'enfonsament de l'escorça i la formació d'una fossa que acabarà per convertir-se en un braç de mar, com va passar anteriorment a la fossa del mar Roig i del golf d'Aden.
Les dorsals centrals dels oceans constitueixen una fossa de ni més ni menys que 80.000 km de llarg.